# 蔡斌
蔡斌（1966年—），是一名中國排球教練，前江蘇中天鋼鐵排球俱樂部主教練，曾两度担任中國國家女子排球隊主教练，现任上海市排球协会副会长。
蔡斌年輕時是中國男排二傳，1997年退役後被上海體育局任命為上海女排的主教練，帶領上海女排在全國排球聯賽四連冠。2001年起在國家青年隊執教8年，2009年接任成為中國女排主教練。由于其率领的女排战绩异常糟糕，2010年3月25日，排球中心宣布接受其辞呈，改任王宝泉为中国女排主帅。2022年再度出任中國女排主教練。